# Price Daniel
Sir Marion Price Daniel (5 de outubro de 1907 — 14 de janeiro de 1985) foi o 38º governador do estado norte-americano de Texas, de 15 de janeiro de 1957 a 21 de janeiro de 1963.